# 鎖を解かれたプロメテウス
『鎖を解かれたプロメテウス』（Prometheus Unbound ）は、パーシー・ビッシュ・シェリーの劇詩、クローゼット・ドラマ。1820年ごろの作品。4幕物。ギリシャ神話に着想を得ている。

## 主な登場人物
- プロメテウス
- マーキュリー（メルクリウス）
- ハーキュリーズ（ヘラクレス）
- ジュピター（ゼウス）
- デモゴーゴン
- アポロ
- 海神エイシヤ（美の象徴）
- 海神パンシヤ（信の象徴）
- 海神アイオーニ（望の象徴）

## あらすじ
プロメテウスは、神が独占していた火を人間にもたらしたことで、ジュピターを怒らせ、インドのコーカサスで鎖に縛られ永遠の苦痛を与えられていたが、その一方でジュピターの未来を知っていた。ジュピターはセーティス（テティス）と結婚し、プロメテウスの予見どおりに、自分の息子デモゴーゴンに座を奪われる。そして、ハーキュリーズがプロメテウスを解放する。

### 第1幕
- 鎖につながれたプロメテウスと、敵対関係にあるマーキュリー、フリアイ（エリーニュス）のやりとり。前者は心情的にはプロメテウスに共鳴しており、自分の立場を辛いものと見ている。
- パンシャとアイオーニ、大地、精霊などがコロス的な役割をする。

### 第2幕
- 谷で待っていたエイシヤとパンシヤが会い、デモゴーゴンの洞窟に行く

### 第3幕
- デモゴーゴンがジュピターに王座を下りるように勧告。
- 河洋神とアポロのやりとりによって、ジュピター没落が明示される。
- ハーキュリーズによってプロメテウスが解放される。

### 第4幕
- エイシャ、パンシヤ、アイオーニ、月と大地、そしてデモゴーゴンらによって、凱歌が歌われる。

## 特徴
- 主要人物であるプロメテウスやジュピターの出番は少なく、脇役たちの台詞が多い。クローゼット・ドラマであるため、「大地」「月」などが擬人化されないまま、登場人物として台詞を与えられている。
- ギリシャ神話や聖書では悪魔のように扱われてきたデモゴーゴンに肯定的な意味を与えている。岩波文庫版訳者の石川重俊の註釈によると、シェリーはデモゴーゴンを「創造や法則の中に隠れて存在し、あらゆる生命と進歩の根源の力であり、それ自らが必然で自由なもの」とみなしていたらしい。ワーズワースやコールリッジもそう考えていたという。

## 註釈・翻訳
- 土居光知 註釈・解説『《研究社英文学叢書》PROMETHEUS UNBOUND』（研究社、1931年）
- 石川重俊 訳『鎖を解かれたプロメテウス』（岩波文庫、2003年改訳）･･･1957年初版時の訳題は『縛を解かれたプロミーシュース』
- 原田博 訳『プロミーシュース解放　およびその他の詩集／附「改革への哲学的見解」』（音羽書房鶴見書店、2017年）